# Drynaria lenticularis
Drynaria lenticularis là một loài dương xỉ trong họ Polypodiaceae. Loài này được F mô tả khoa học lần đầu tiên vào năm 1850.
Danh pháp khoa học của loài này chưa được làm sáng tỏ. 